# مونتكالم (كيبك)
مونتكالم (بالإنجليزية: Montcalm, Quebec)‏ هي بلدية محلية في كيبيك تقع في كندا في Les Laurentides Regional County Municipality. يقدر عدد سكانها بـ 619 نسمة ومساحتها 129.30 كم2 .